# 天てれ9分劇場
天てれ9分劇場（てんてれ9ふんげきじょう）は、NHK教育テレビ『天才てれびくんMAX』の2009年度において毎週火曜日に放送されていたミニドラマコーナー。

## GOGO!ヌードル・ファイブ
2009年3月31日 - 2009年6月23日の1学期の奇数週に放送。全6話。

### 概要
人気のラーメン屋「愛愛軒（あいあいけん）」を舞台に、悪の組織・黒レシピと正義の使者・ヌードルファイブが戦う。なお戦いは一般的な戦隊もののような攻撃のやり合いではなく、「ジェスチャー対決」や「腕相撲対決」などのゲームで決着をつける。

### キャスト
愛愛軒
店員の5人はいつもは普通の店員だが、実はラーメン界を守るヌードルファイブ。変身して戦う。なお変身は自分の手で行うため時間がかかる。
※（）内はイメージカラー・頭のマークを表す。
- チホ/ヌードルしょうゆ（橙・チャーシュー）（演：藤井千帆）

5人のまとめ役。最終話で黒田ハクトとチャーリーに正しく使うという条件付きで愛愛軒のラーメンのレシピを渡した。
- ミチヨ/ヌードルとんこつ（黒・海苔）（演：鈴木美知代）

ちょっと甘えたような口調が特徴。
- スズカ/ヌードルしお（緑・ネギ）（演：鎮西寿々歌）

関西弁を話す。かなり強気。第4話からチャーリーを意識しはじめるが、その後の回では恋に関する話題は全くなかった。
- ナナ/ヌードルみそ（黄・卵）（演：白坂奈々）

見た目の小ささに反してやや毒舌。
- ボーヤ/ヌードルめん（赤・麺）（演：長江崚行）

メンバー唯一の男子でヌードルファイブ1の物知り。だが、立場は低い。
- 墨子（演：にしおかすみこ）

愛愛軒の店長。しかしチャーリーからはパートの人と勘違いされる。2年前ヌードルファイブである5人を雇った。しかし、5人の正体は知らず、黒レシピとの戦いのときはヌードルファイブに偽の電話をかけられ、出前に行かされるのがお約束。旦那には逃げられたらしいが、最終話で旦那は戻ってきた模様。
黒レシピ
世界中のお店のおいしい料理のレシピを強引に買いあさる悪のレストランチェーン。ラーメンのレシピを狙って愛愛軒に現れる。
- 黒田ハクト（演：半田健人）

黒レシピのチーフマネージャー。初登場では名刺を全員に配ったのみで去っていった。変装もできる。最終回で黒レシピをリストラされる。
- チャーリー（演：上妻成吾）

ハクトの部下。立派な大人らしい。意外と礼儀正しい。第4話からスズカに好意を抱くが、その後の回では恋に関する話題は全くなかった。最終回で黒レシピをリストラされる。

### 放映リスト
| 話数 | サブタイトル                                  | 脚本         | 放送日         | 備考                                                             |
| ---- | --------------------------------------------- | ------------ | -------------- | ---------------------------------------------------------------- |
| 1    | 「ヌードルファイブ見参!」の巻                 | アサダアツシ | 2009年03月31日 |                                                                  |
| 2    | 「愛愛軒 絶体絶命!?」の巻                     | アサダアツシ | 04月14日       |                                                                  |
| 3    | 「わりばしの運命」の巻                        | アサダアツシ | 05月05日       |                                                                  |
| 4    | 「チャーリーの恋」の巻                        | アサダアツシ | 05月19日       |                                                                  |
| 5    | 「ヌードルファイブってなんかヤバくない?」の巻 | アサダアツシ | 06月09日       | 笠原拓巳・鍋本帆乃香が「江戸松原次郎左衛門一家」の役でゲスト出演 |
| 6    | 「とりあえず、さよならーめん!」の巻           | アサダアツシ | 06月23日       | 笠原拓巳・鍋本帆乃香が「江戸松原次郎左衛門一家」の役でゲスト出演 |

## 江戸松原次郎左衛門一家
2009年4月7日 - 2009年6月30日の1学期の偶数週に放送。全6話。

### 概要
東京の下町にある大家族、江戸松原次郎左衛門一家で巻き起こる騒動を描いたコメディ。話の中で一家の一部のメンバーが大喜利を行うことが特徴（第1話と第6話は行わず）。第5話ではゲストの南明奈も大喜利に参加した。

### キャスト
- 祖父：たくみ（演：笠原拓巳）

すみこ曰く、年の割にはキレのよいじいさん。アッキーナの大ファン。婿養子としてこの家に来た。
- 祖母：メロディー（演：メロディー・チューバック）

英語混じりの日本語で話す。夫婦仲はおそらく良好。
- 父：純一朗（演：鈴木純一朗）

見た目はどう見ても子供。10年前に家を出て行き、若返って帰ってきた。ちなみに10年前の姿は照英。
- 母：すみこ（演：にしおかすみこ）

掃除をする時はなぜか白鳥の湖をかけて踊りながら行う。家計が苦しいため、家を売ろうと考えている。
- 長女：ほのか（演：鍋本帆乃香）

大学生。なかなか就職先が見つからなく悩んでいる。
- 長男：けんと（演：半田健人）

高校2年生。だが、家族のためと言って高校を辞めてしまった。
- 次女：せいら（演：渡辺青來）

中学3年生。この家族の中ではまともな方だが、やや天然で口が軽い。実力テストで5科目全て1桁の点数だった。
- 次男：のえる（演：武田聖夜）

小学5年生。幼いためか状況が分かっていない部分がややある。純一朗が家を出た時にはまだ生まれていなかったが、名前は彼につけてもらった。

### 放映リスト
| 話数 | サブタイトル                   | 脚本         | 放送日         | 備考               |
| ---- | ------------------------------ | ------------ | -------------- | ------------------ |
| 1    | 「父帰る」の巻                 | アサダアツシ | 2009年04月07日 |                    |
| 2    | 「お父さんと呼んでほしい」の巻 | アサダアツシ | 04月21日       |                    |
| 3    | 「おばあちゃんの結婚指輪」     | アサダアツシ | 05月12日       |                    |
| 4    | 「悩める娘たち」               | アサダアツシ | 05月26日       |                    |
| 5    | 「のえるが彼女を連れてきた!」  | アサダアツシ | 06月16日       | ゲスト出演：南明奈 |
| 6    | 「さよならなんて言わないよ」   | アサダアツシ | 06月30日       |                    |

## ダーリンは11さい?!
2009年9月15日 - 2009年11月24日の2学期の奇数週に放送。全5話。

### 概要
主人公の牧野マキは中学の同窓会に参加すると、片思いをしていた白鳥セイゴと再会し、恋に落ちた。一ヶ月後、セイゴの母・スワン子の反対を押し切り結婚。そして新婚旅行先のアラスカから帰った際、生徒への土産を入れたカバンに入っていた謎のランプをこすると、セイゴは11歳の時の姿に。その後、セイゴは私立スワン学園の生徒に、マキは同学園の先生として出発することになる。
マキとセイゴの結婚に納得できないスワン子は、調済子を派遣するなどして、2人の仲を崩し、セイゴを自分のもとへ戻そうとする。さらに一磨呂先生はマキに惚れ、結婚を迫る。2人に大きなピンチが襲いかかるが、そのような中、セイゴは例のランプを手に入れたアラスカに。
そしてついに…。

### キャスト
- 白鳥マキ（演：西山茉希）

本作の主人公。旧姓牧野マキ。売れっ子のファッションモデル。セイゴが子供の姿になっている間、私立スワン小学校5年1組の代理の担任になった。漢字が苦手で本の朗読が遅く、「走れメロス」を1ページ読むのに10分かかるほどである。また、教師としての指導力も乏しく、教科書を読むだけで問題演習をやらせることや、教科書以上のことを教えたりはしていない。好きな食べ物はカレー味のたこ焼き。
- 白鳥セイゴ（演：成年時→杉浦太陽、11歳時→上妻成吾）

マキの結婚相手。私立スワン学園の教師で、5年1組の担任だったが、11歳の姿になった後は牧野セイゴの名前で学園の5年1組の生徒となった。最終話でアラスカのランプを手に入れた店に行き、元の姿に戻った。
- 白鳥スワン子（演：老年時→白坂奈々、若年(20歳)時→木下優樹菜）

セイゴの母であり、かつ私立スワン学園の理事長。自分より背が高いという理由でマキとの結婚に反対した。それでセイゴを自分のもとに戻そうと、済子を派遣するなどしてマキとセイゴの仲を崩そうとした。最終話で例のランプをこすり、若返った。その姿は、木下優樹菜にそっくりである。
- 千葉一磨呂（演：千葉一磨）

私立スワン学園の教師。体育教師風の服装をしている。熱血漢だが、多少空回りすることもある。登場ごとにYOUNG MAN (Y.M.C.A.)を歌っている。とても女性に惚れやすく、話の中ではマキの他、済子、若返ったスワン子に「結婚してください」と頼んだ。
- ペッキー・オズボーン（演：加藤ジーナ）

私立スワン学園5年1組の生徒。11歳の姿になったセイゴに恋心を抱いている。平玉とは仲が悪く、セイゴをめぐってよく喧嘩している。運動神経0であり、セイゴの歓迎会の時にチアリーダーの格好をしてダンスした時も、全く踊れていなかった。
- 平玉ゆか（演：平田真優香）

私立スワン学園5年1組の生徒。11歳の姿になったセイゴに恋心を抱いている。ペッキーとは仲が悪く、セイゴをめぐってよく喧嘩している。
※その他、役名は不明だが以下のてれび戦士が5年1組の生徒を演じている。
- 伊藤元太
- 木村遼
- 鎮西寿々歌

- 調済子（演：にしおかすみこ）

2話より登場。マキとセイゴの隣の部屋に引っ越してきた。詮索好きでイヤミな性格。3話より、スワン子の策略で私立スワン学園5年1組の副担任となり、マキとセイゴの関係を崩そうとした。
- アラスカの路上販売人（演：笠原拓巳）

最終話に登場。セイゴが手に入れたランプを売っていた。口上や着ている服は「男はつらいよ」の寅さんのパロディ。なお、笠原が演じた第1話登場のカメラマンとは別人。
- ナレーション：中村正

### 放映リスト
| 話数 | サブタイトル                             | 脚本         | 放送日         | 備考                                           |
| ---- | ---------------------------------------- | ------------ | -------------- | ---------------------------------------------- |
| 1    | 「愛の試練が11歳!?!」の巻                | アサダアツシ | 2009年09月15日 | 笠原拓巳・齊藤稜駿・藤井千帆・鈴木美知代も出演 |
| 2    | 「歓迎会で大騒動!」の巻                  | アサダアツシ | 10月06日       |                                                |
| 3    | 「マキ、教室で大ピンチ!」の巻            | アサダアツシ | 10月20日       |                                                |
| 4    | 「マキとセイゴが大げんか!」の巻          | アサダアツシ | 11月10日       |                                                |
| 5    | 「マキとセイゴ、新たなる・・・・?!」の巻 | アサダアツシ | 11月24日       |                                                |

## 戸井商事物語
2009年9月22日 - 2009年12月1日の2学期の偶数週に放送。全5話。

### 概要
東京は日本橋にある戸井商事。そこは江戸時代から続く、おもちゃの企画・製造・販売を手掛ける会社。しかし、昨今に不況のあおりを受け、会社は存続の危機に直面していた。
これは、戸井商事を守ろうとする、社員たちの熱い戦いのドラマである。
第2話以降、後半には戸井商事が開発中のおもちゃの情報をかけて、戸井商事vs西大寺商事のゲーム対決が行なわれている。なお、西大寺商事の姉妹が勝った場合は、姉妹は社長さんに「とっておきの情報」として恥ずかしい秘密を公開され、何もせずに帰っていくというのがお約束である。

### キャスト
- 社長さん（演：鈴木純一朗）

戸井商事の社長。普段はジュンジュンという名前で犬のコスプレをしているが、これは世の中を欺く仮の姿である。戸井商事社員も普段はジュンジュンが社長であることに気づいてなく、さらに一旦分かったとしても回ごとにその事実を忘れていて、ジュンジュンが社長であることを告げると、毎回「社長だったんですかー?」と言っている。
- 天童ナナカ（演：脇菜々香）

戸井商事の社員。かなりの大食らい。ツッコミ担当だが、基本的にノリツッコミ。首に巻いているスカーフの色は赤。
- 藤山ホノカ（演：鍋本帆乃香）

戸井商事の社員。年齢は44歳(第4話にて誕生日を迎えた)。戸井商事社員の中では一番長く働いている。普段は標準語だが、感情が高ぶると大阪弁になる。首に巻いているスカーフの色は黄色。
- 次元アラコ（演：荒木次元）

戸井商事の社員。演じている荒木は男性だが、OL姿に女装して役を演じている。ナナカとホノカよりは後輩。ショーエイに好意を抱いている。首に巻いているスカーフの色は緑。
- ショーエイ（演：照英）

戸井商事の新入社員。おもちゃ関係の仕事に就くのが夢で、レスキュー隊をやめて戸井商事の採用試験を受けた。採用試験の紙飛行機対決で負け、一旦は不採用になったが、社長の「おもちゃ作りには体力が必要」という判断で採用されることとなった。
- 西大寺すみこ（演：にしおかすみこ）

西大寺商事オーナーの娘であかりの姉。髪型は黒色のアフロ。偽の経営コンサルタントに化けてホノカを騙そうとしたときは、「東大寺すみこ」という偽名を使った。第2話と第3話で戸井商事に勝利した際に、2回とも社長さんにとっておきの情報として『秘密の写真』をばらされている。
- 西大寺あかり（演：長谷川あかり）

西大寺商事オーナーの娘ですみこの妹。髪型は金色のアフロ。すみこと同じく、偽の経営コンサルタントに化けてホノカを騙そうとしたときは、「東大寺あかり」という偽名を使った。第4話で戸井商事とのゲーム対決に勝利した時は、すみこと同じく社長さんにとっておきの情報として『小学校時代の作文』を読まれた。
- 藤山リョウコ（演：木村遼）

第4話に登場。ホノカの娘。高校2年生。ギャルっぽい服装と言葉遣いが特徴。なお演じている木村は男性だが女装している。
- 藤山セイラ（演：渡辺青來）

第4話に登場。ホノカの娘。中学2年生。メガネで二つ結びのお下げ、制服で、江戸松原次郎左衛門一家のせいらとよく似た格好をしている。
- 藤山ノエル（演：武田聖夜）

第4話に登場。ホノカの息子。小学6年生。皿をなめる癖がある。

### 放映リスト
| 話数 | サブタイトル                             | 脚本         | 放送日         | 備考                                                  |
| ---- | ---------------------------------------- | ------------ | -------------- | ----------------------------------------------------- |
| 1    | 『戸井商事は本日も大騒ぎ』の巻           | アサダアツシ | 2009年09月22日 |                                                       |
| 2    | 『ショーエイ、早くも挫折する』の巻       | アサダアツシ | 10月13日       |                                                       |
| 3    | 『アラコ、恋のラビリンスにハマる!?』の巻 | アサダアツシ | 10月27日       |                                                       |
| 4    | 『ホノカ、会社を辞める!?』の巻           | アサダアツシ | 11月17日       | 「GOGO!ヌードル・ファイブ」の愛愛軒のセットが登場した |
| 5    | 『えぇっ!戸井商事がチェンジ?!』の巻      | アサダアツシ | 12月01日       |                                                       |

## 謎の惑星ナッシング
2010年1月12日 - 2010年2月23日の3学期に放送。全6話。

### 概要
舞台は100年後の地球。地球総合警備本舗の優秀な社員、スズチン・セガールは、入社三年目の冬のある日、惑星ナッシング調査メンバー代表に任命された。本来そこは会社で役に立たなくなった者が行くところであり、スズチンは会社専属のロボット、ヴァンダムとしぶしぶその地へ向かう。するとミー、ナガエル、マクアといった他の星のエリートなメンバーが次々と現れ、誰が惑星ナッシングの基地を所有するかでもめてしまう。そうしていると宇宙人イヤーンが現れて、この星にある神秘の力を狙うと宣言する。さらに他の星のメンバー同士で仲良くしていこうと忠告していくが、みんなてんでバラバラであった。

### 用語解説
地球総合警備本舗
名前のとおり、地球を危機から守る会社である。スズチンやヴァンダムはここに所属している。
惑星ナッシング
名前のとおり、人も資源も何もかもない惑星だが、神秘の力が眠っていると言われている惑星。かなりもろく、スズチンのため息一つで地震が起きるほどである。
石盤
第2話で地面から現れた。神秘の力が眠っている。しかし、その力を呼び覚ますには、穴があいた5つの部分を埋めなければならない。この穴を埋める石盤のかけらは、イヤーンが派遣した宇宙人に優しさを見せることで宇宙人に変わって現れるものである。

### キャスト
惑星ナッシングの基地の仲間たち
- スズチン・セガール（演：鎮西寿々歌）

地球総合警備本舗で働いているメンバーの一人。所属している課は警備管理課。100年前、環境の悪化で滅亡寸前だった地球を蘇らせた科学者のひ孫。かなり能力は優秀で、社長から何回も表彰されるほどである。好きな食べ物はスルメイカ。
- ヴァンダム（演：齊藤稜駿）

地球総合警備本舗所属のロボット。2110年基準ではとても古いタイプである。充電式。必殺技は後ろ回し蹴り。
- ミー（演：鈴木美知代）

モエタマ星からやってきた。アニメ声で話す。出身星の慣習により、ご飯に砂糖をかけて食べる。そのため3話でお玉とレンゲの作った「スイーツ丼」を食べた時も、他のメンバーが嫌がって食べない中、おいしく食べていた。
- ナガエル（演：長江崚行）

エンジェル星からやってきた。出身星の慣習により、味噌汁をストローで飲む。
- マクア（演：平田真優香）

ゴスロリ星からやってきた。出身星の慣習により、ご飯を食べるときは顔を隠して食べる。ギギという飼い猫を飼っている。
イヤーンと派遣された宇宙人
イヤーンに派遣された宇宙人は他の人の優しさに触れると石盤のかけらになる。
- 宇宙人イヤーン（演：にしおかすみこ）

トウモロコシの格好をしている宇宙人。惑星ナッシングに眠っている「神秘の力」を手に入れようとしている。
- ヒトデ・ザ・セイラマーン（演：渡辺青來）

第2話に登場。必殺技はとても下手な歌で相手を苦しめるヒトデ・ザ・セイラマーン恐怖のヒットメドレー。ナガエルの優しさにより石盤のかけらになった。
- お玉（演：中村あやの）、レンゲ（演：木村遼）

第3話に登場。2人は姉弟で、お玉が姉、レンゲが弟。キッチン星から派遣された。イヤーンにまずい料理を出して相手を苦しませるように指示された。ミーの優しさに触れて石盤のかけらになった。
- 愛野千帆之介（演：藤井千帆）

第4話に登場。ジゴロ星から派遣された。藤井は男装して役を演じていた。イヤーンに基地の女性メンバーのハートを射止め、仲間割れをさせるように指示された。マクアの優しさに触れて石盤のかけらになった。
- カーズ（演：千葉一磨）&ターク（演：笠原拓巳）

第5話に登場。バクショー星から派遣された。一磨がボケで拓巳がツッコミを担当している。イヤーンに世界一面白い漫才を披露して笑い死にさせるように指示された。スズチンの素直な気持ちに触れて石版のかけらになった。
- アカリング（演：長谷川あかり）

最終話に登場。正体はイヤーン。鼻のほくろが弱点。
その他
- クレイマー

地球総合警備本部の代表。
- 女神（演：白坂奈々）

石版の穴を全て埋めた時に現れた。願いを叶える力を持つ。
- ナレーション：若山弦蔵

### 放映リスト
| 話数 | 放送回 | サブタイトル               | 脚本         | 放送日         | 備考                                     |
| ---- | ------ | -------------------------- | ------------ | -------------- | ---------------------------------------- |
| 1    | 1      | 『集められたエリートたち』 | アサダアツシ | 2010年01月12日 |                                          |
| 2    | 2      | 『石盤』                   | アサダアツシ | 01月19日       |                                          |
| 3    | 3      | 『禁断の料理』             | アサダアツシ | 01月26日       |                                          |
| 4    | 4      | 『マクア、恋に落ちて…』    | アサダアツシ | 02月09日       | BGMにはMTK『愛のトライアングル』を使用。 |
| 5    | 5      | 『笑いのココロ』           | アサダアツシ | 02月16日       |                                          |
| 6    | 最終話 | 『わたしのヴァンダム』     | アサダアツシ | 02月23日       |                                          |